# Patriot (Rusia)
Patriot (en ruso: ЧВК «Патриот») es una empresa militar privada, que compite directamente con el Grupo Wagner de Yevgueni Prigozhin en la batalla del Dombás y otras áreas de la esfera de influencia de Rusia, además, desde 2022 fue desplegada por Moscú en su invasión de Ucrania.

## Organización
Patriot opera en estrecha colaboración con el Ministerio de Defensa de Rusia y el Directorio Principal del Alto Estado Mayor de las Fuerzas Armadas. Se cree que el ministro de Defensa ruso, Serguéi Shoigú, tiene una fuerte influencia sobre la empresa.
A diferencia del Grupo Wagner, Patriot se enfoca más en soldados experimentados con experiencia en combate cuando recluta. Los mercenarios también están mejor equipados y entrenados. Según informes de prensa, los miembros de Patriot reciben un salario mensual de 6.300 a 15.800 dólares estadounidenses.

## Áreas de despliegue
Según varios informes de los medios, los miembros de la compañía militar han estado activos en Siria desde la primavera de 2018. A diferencia del grupo Wagner, se dice que los mercenarios Patriot son más activos en la protección personal.
Desde la invasión rusa de Ucrania en 2022, se cree que Rusia está desplegando el grupo mercenario Patriot, así como el Grupo Wagner, en el Dombás. Un portavoz de las Fuerzas Armadas de Ucrania informó que soldados de la compañía fueron vistos durante la batalla de Vugledar.
La participación de los Emiratos Árabes Unidos en la guerra civil yemení, el gobierno emiratí recurrió a fuentes no occidentales contra la rama yemení de los Hermanos Musulmanes respaldada por Turquía y Catar. Los EAU han contratado a Patriot para apoyar a las milicias separatistas del sur de Yemen.
Patriot se presentó como empresa de seguridad privada para proteger las minas de oro en la República Centroafricana. Sin embargo, el contrato fue adjudicado al grupo Wagner. Según la televisora Doschd, el grupo mercenario también estuvo involucrado en el asesinato de tres periodistas que investigaban envíos secretos de armas rusas al país africano.